# Bitka za Berlin
Bitka za Berlin, ki jo je Sovjetska zveza označila za Berlinsko strateško ofenzivno operacijo in je znana tudi kot Padec Berlina, je bila ena zadnjih večjih vojaških operacij v  Evropi iz druge svetovne vojne. 
Po uspešni vojaški operaciji Visla – Oder – februarja 1945 se je Rdeča armada začasno ustavila na črti 60 km vzhodno od Berlina. 9. marca je Nacistična Nemčija z operacijo Clausewitz pripravila svoj obrambni načrt za mesto. Prve obrambne priprave na obrobju Berlina so bile izvedene 20. marca pod vodstvom novoimenovanega poveljnika armadne skupine Visla, generala Gottharda Heinricija.
Ko se je sovjetska ofenziva 16. aprila nadaljevala, sta dve sovjetski fronti (vojaški skupini) napadli Berlin z vzhoda in juga, medtem ko je tretja od nemških sil stala severno od Berlina. Pred začetkom glavne bitke v Berlinu je Rdeča armada obkrožila mesto po uspešnih bitkah na Seelow Heights in Halbe. 20. aprila 1945 je na Hitlerjev rojstni dan 1. beloruska fronta pod vodstvom maršala Georgija Žukova, ki je napredovala z vzhoda in severa, začela obstreljevati mestno jedro Berlina, medtem ko je 1. ukrajinska fronta pod poveljstvom maršala Ivana Koneva prodrla skozi vojaško skupino Center in napredovala proti južnim predmestjem Berlin. 23. aprila je general Helmuth Weidling prevzel poveljstvo sil v Berlinu. Garnizono je sestavljalo več osiromašenih in neorganiziranih oddelkov Wehrmachta in Waffen-SS, skupaj s slabo izurjenimi pripadniki Volkssturma in Hitlerjeve mladine. V naslednjem tednu je Rdeča armada postopoma zavzela celo mesto. 
30. aprila je Hitler storil samomor (kmalu zatem je samomor storilo tudi nekaj njegovih uradnikov). Nemci so se predali 2. maja, vendar so se boji nadaljevali proti severozahodu, zahodu in jugozahodu mesta do konca vojne v Evropi 8. maja (9. maja v Sovjetski zvezi), ko so se nekatere nemške enote borile proti zahodu, tako da bi se lahko predali zahodnim zaveznikom in ne sovjetom.